# ما کمتر از دیگران نیستیم (فیلم ۱۹۷۷)
ما کمتر از دیگران نیستیم (به هندی: Hum Kisise Kum Naheen) فیلمی محصول سال ۱۹۷۷ و به کارگردانی ناصر حسین است. در این فیلم بازیگرانی همچون طارق خان، ریشی کاپور، کجال کیران، امجد خان، ام شیوپوری، زینت امان، تام آلتر ایفای نقش کرده‌اند.